# Taghbalte
Taghbalte (franska: Taghbalte (CR), Taghbalte (Commune Rurale), arabiska: أولاد يحيى لكراير) är en kommun i Marocko.   Den ligger i provinsen Zagora och regionen Drâa-Tafilalet, i den östra delen av landet, 400 km söder om huvudstaden Rabat. Antalet invånare är 8 867.